# ارسناس
ارسناس یا مرادسو (به ترکی استانبولی: Murat Nehri، مورات نهری) (به ارمنی: Արածանի، آراتسانی) رودخانه‌ای به‌طول ۷۲۲ کیلومتر (۴۴۹ مایل) است که در ترکیه جریان دارد.